# Fajr 5

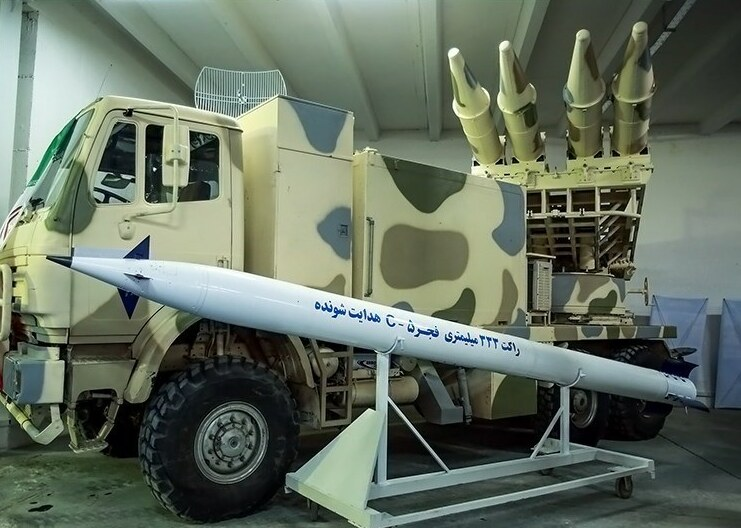
Fajr 5.

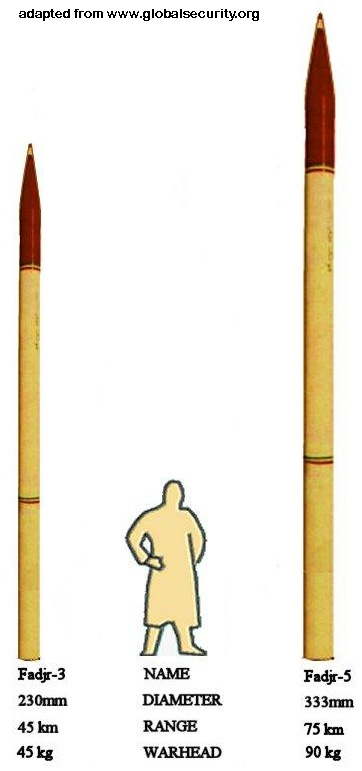
Dessin d'un Fajr 3 et d'un Fajr 5.

Le Fajr 5 est une roquette d'artillerie développée par l'Iran début 2006. Ce système fait partie de la famille des roquettes Fajr.

## Caractéristiques
L'organisation d'industries aérospatiales iranienne (AIO) a développé une version améliorée du très répandu système d'artillerie à roquettes non guidées Fadjr 5 de calibre 333 mm (4-coups). 
La dernière production du Fadjr 5 est un lance-roquettes multiple installé sur un nouveau châssis Mercedes-Benz 6 × 6 et la plate-forme est intégrée en un système d'armement complet doté de stabilisateurs hydrauliques. Ce châssis permet une meilleure mobilité tout-terrain et de la place pour un conducteur et deux passagers, le reste de l'équipage se plaçant dans l'habitacle arrière. Il est similaire au châssis fabriqué en Chine qui est la base du système d’artillerie à fusées sol-sol non guidées de calibre 122 mm (40 coups) type 90 de Norinco.
Bien que le rôle principal de ce système d'artillerie soit l'engagement de cibles terrestres, AIO précise qu'un radar peut être ajouté pour atteindre des cibles navales.
La fusée Fajr 5 d’une portée moyenne de 75 km aurait été construite selon certaines sources avec l'aide la Chine et de la Corée du Nord. Comme les roquettes Katyusha et le missile Scud il a une précision de seulement 1 km de rayon à portée maximale. 
Sa longueur est de 6,6 m, son diamètre de 33 cm et sa charge militaire peut atteindre 90 kg pour une masse totale de 915 kg.

## Utilisateurs

### Hezbollah
L'Iran a fourni un certain nombre de ces fusées au Hezbollah au Liban en 2006. Avec cet armement, le Hezbollah peut atteindre des villes israéliennes comme Haïfa, Tibériade ou encore Nazareth.

### Hamas
En 2012 l'Iran a confirmé avoir livré des Fajr-5 au Hamas.